# Liste der Monuments historiques in Ribécourt-la-Tour
Die Liste der Monuments historiques in Ribécourt-la-Tour führt die Monuments historiques in der französischen Gemeinde Ribécourt-la-Tour auf.

## Liste der Objekte
| Bezeichnung                          | Beschreibung           | Standort               | Kennzeichnung | Schutzstatus | Datum | Bild |
| ------------------------------------ | ---------------------- | ---------------------- | ------------- | ------------ | ----- | ---- |
| Gemälde Beweinung Christi            | 1932, von Paul Prévost | in der Kirche St-Léger | PM59006782    | Inscrit      | 1999  |      |
| Gemälde Martyrium des heiligen Léger | 1932, von Paul Prévost | in der Kirche St-Léger | PM59006781    | Inscrit      | 1999  |      |